# 国际中国科技史会议
国际中国科技史会议是国际上研究中国科学史的交流会。

## 历史
- 1968年1月21日至1月27日，于香港中文大学首次举行了中国科学史会议。中国大陆仍在文化大革命。

- 第一届：1982年8月16日至8月20日在比利时鲁汶大学举行，会议东道主李倍始，名誉主席李约瑟，执行主席席文。会议正式代表24人。

- 第二届：1983年12月14日至17日在香港大学中文系主办了。

- 第三届：1984年8月20日至25日在北京举行由中国科学院主办。

- 第四届：1986年5月16日至21日在澳大利亚悉尼大学亚洲研究中心和东方学系主办。会议以"中国的科学技术：过去和现在"为主题，内容包括中国科技史与考古学，以及当代中国的科技政策和科技教育等。还安排了"李约瑟难题--中国为什么没有产生科学革命"专题讨论会和"纪念夏鼐学术讨论会"。

- 第五届：1988年8月5日至10日，在美国加州大学圣迭戈分校举行。

- 第六届：1990年8月在英国剑桥大学举行，为祝贺著名科学史家李约瑟90寿辰，在香港增设分会场了。